# 少年陳真
《少年陈真》是2004年功夫剧情片，由周比利主演，叙述二战前上海精武拳道馆馆员陈真，在道馆学拳的种种故事，早在1973年功夫片名角李小龙成名片精武门已拍过，故此片算是旧片新拍之电影作品

## 外部連結
- 豆瓣电影上《少年陳真》的資料 （简体中文）